# أسفل المحصن (حالمين)

تعديل مصدري - تعديل

اسفل المحصن هي إحدى قرى عزلة حبيل الريدة بمديرية حالمين التابعة لمحافظة لحج، بلغ تعداد سكانها 24 نسمة حسب تعداد اليمن لعام 2004.